# 小行星5524
小行星5524（英語：5524 Lecacheux）是一颗围绕太阳公转的小行星。1991年9月15日，亨利·E·霍爾特在帕洛马山发现了此天体。
这颗小行星的绝对星等为120.2655741548565等。